# حمل إدراكي

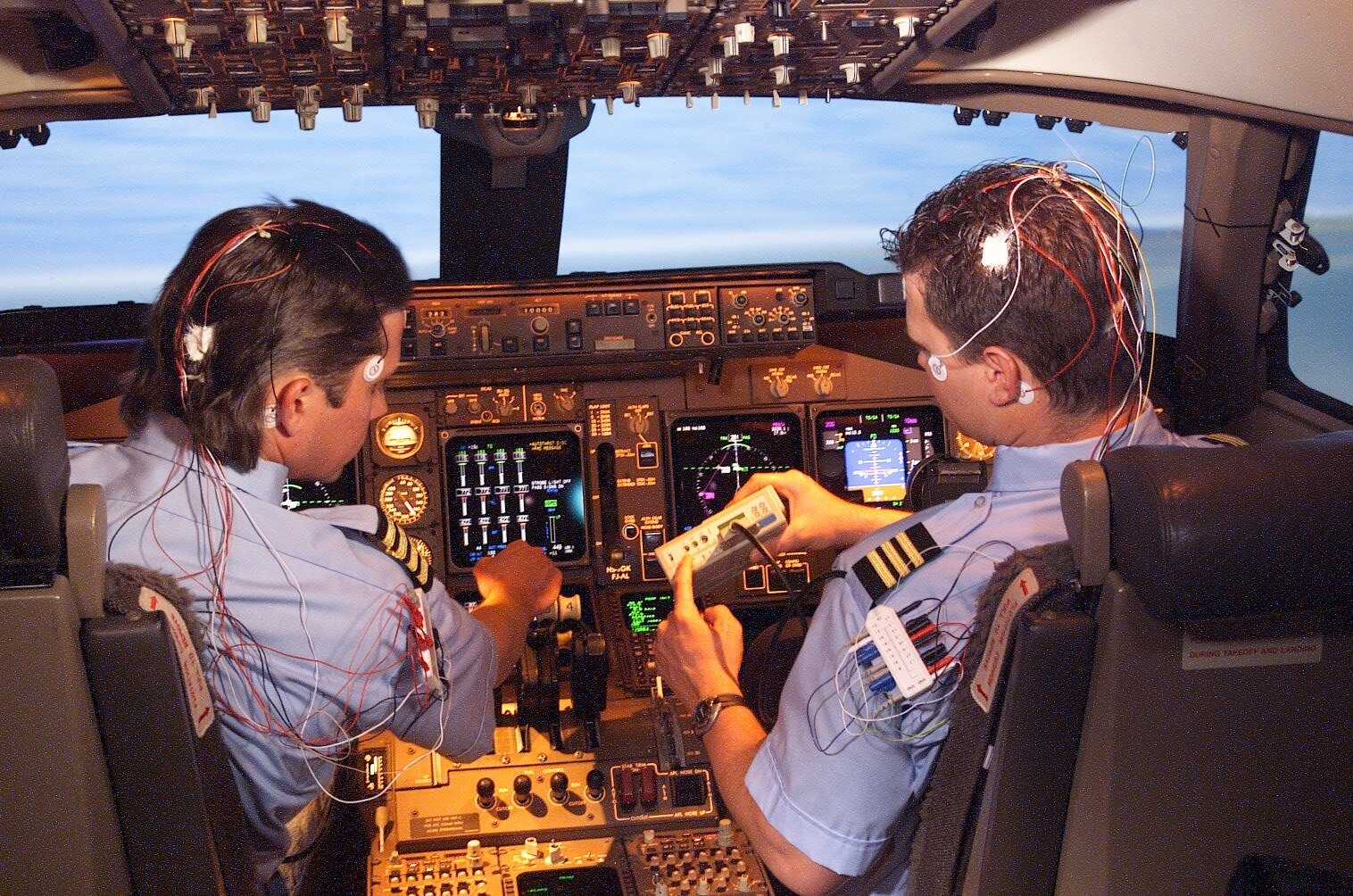

في علم النفس الإدراكي، يشير الحِمل الإدراكي للكمية المستعملة من موارد الذاكرة العاملة، يُصنف الحِمل الإدراكي بحسب نظرية الحِمل الإدراكي إلى ثلاثة أنماط: داخلي وخارجي ومتوافق.
الحِمل الإدراكي الداخلي هو الجهد المرتبط بموضوعٍ محددٍ، بينما يشير الحِمل الإدراكي الخارجي للطريقة التي تُقدّم بها المهام أو المعلومات للمتعلم، أما الحِمل الإدراكي المتوافق فيشير للعمل الذي يُستخدم في تكوين مخزنٍ دائمٍ من المعرفة أو ما يدعى بالمخطط.
طُوّرت نظرية الحِمل الإدراكي في أواخر ثمانينيات القرن العشرين من خلال دراسة على حل المشاكل أجراها جون سويلر. جادل سويلر أن التصميم التدريسي يمكن أن يُستخدم لتقليل الحِمل الإدراكي لدى المتعلمين. بعد ذلك بفترة طويلة، طوّر باحثون آخرون طريقة لقياس الجهد العقلي المُدرَك والتي تعتبر مؤشرًا للحِمل الإدراكي. تعتبر استجابة حدقة العين المُحرّضة بالعمل مقياسًا حساسًا وموثوقًا للحِمل الإدراكي ذو الصلة المباشرة بالذاكرة العاملة. لا تُخزّن المعلومات في الذاكرة طويلة الأمد إلا بعد التعامل معها ومعالجتها من قبل الذاكرة العاملة. على كل حال، الذاكرة العاملة محدودة السعة والمدة. ستعيق هذه النواقص –تحت ظروفٍ معينةٍ- عملية التعلّم. قد يكون للحِمل الإدراكي الثقيل تأثيراتٌ سلبيةٌ على إكمال المهام، ومن المهم ملاحظة أن تجربة الحِمل الإدراكي ليست نفسها لدى الجميع. إذ يختبر المعمرين والطلاب والأطفال كمياتٍ مختلفة وغالبًا ما تكون أعلى من الحِمل الإدراكي.
المعتقد الأساسي لنظرية الحِمل الإدراكي هي أن جودة التصميم التدريسي سترتفع إن أُخذ دور الذاكرة العاملة ونواقصها بعين الاعتبار.
مع تزايد المشتتات خاصةً استخدام الهواتف المحمولة، تزداد احتمالية تعرض الطلاب لحِمل إدراكي عالٍ ما يقلل من نجاحهم الأكاديمي.

## النظرية
صُممت نظرية الحِمل الإدراكي لتأمين توجيهاتٍ يكون الغرض منها المساعدة في عرض المعلومات بطريقةٍ تُشجع نشاطات المتعلم وترفع من أدائه الذهني. توظّف نظرية سويلر أُطر نظرية معالجة المعلومات لتشدد على النواقص المتأصّلة في حِمل الذاكرة العاملة خلال عملية التعلّم. تستفيد هذه النظرية من المخطط كوحدة تحليل أساسية من أجل تصميم المواد التدريسية.

### التاريخ
يعود تاريخ نظرية الحِمل الإدراكي إلى بداية علم الإدراك في خمسينيات القرن العشرين وعمل جورج أرميتيج ميلر. في هذه الورقة البحثية، ربما كان ميلر أول من اقترح وجود عيوبٍ متأصلةٍ في سعة ذاكرتنا العاملة. اقترحت نتائجه التجريبية أن البشر عمومًا قادرون على حفظ سبع وحداتٍ ناقص أو زائد وحدتين من المعلومات في الذاكرة قصيرة الأمد. وفي أوائل سبعينيات القرن العشرين كان سيمون وتشيز أول من استخدم مصطلح «قطعة (chunk)» لوصف كيفية ترتيب الناس للمعلومات في الذاكرة قصيرة الأمد. يوصف تقطيع عناصر الذاكرة هذا أيضًا بتكوين المخطط.
في أواخر ثمانينات القرن العشرين طوّر جون سويلر نظرية الحِمل الإدراكي عندما كان يدرس حل المشاكل. وجد سويلر ومساعدوه من خلال دراسة المتعلمين يحلّون المشاكل أن المتعلمين غالبًا ما يستخدمون إستراتيجية حل مشاكل تدعى تحليل الوسائل-النهايات. يقترح سويلر أن حل المشكلات عبر الاستراتيجية السابقة يحتاج كميةً كبيرةً نسبيًا من سعة المعالجة الإدراكية والتي قد لا تكون مُكرّسةً لتكوين المخطط. ويقترح أيضًا أن التصاميم التدريسية يجب أن تمنع هذا الحِمل الإدراكي غير الضروري من خلال تصميم موادٍ تعليميةٍ لا تشمل حل المشاكل. تشمل أمثلة المواد التدريسية البديلة ما يُعرف بالأمثلة المصنوعة والمشاكل الخالية من الأهداف.
في تسعينيات القرن العشرين، طُبّقت نظرية الحِمل الإدراكي في سياقاتٍ عديدةٍ. أدّت النتائج التجريبية لهذه الدراسات إلى إثبات تأثيراتٍ تعليميةٍ عديدةٍ هي: تأثير إكمال المشكلة وتأثير النمط وتأثير تقسيم الانتباه وتأثير الأمثلة المصنوعة وتأثير الخبرة الانعكاسي.

## الأنواع
تؤمّن نظرية الحِمل الإدراكي إطارًا عامًا ولها تطبيقاتٌ كثيرةٌ في التصميم التدريسي وذلك عبر اتّباع تصاميم تعليمية للتحكّم بظروف التدريس ضمن بيئةٍ أو -بصورةٍ عامةٍ- مع معظم المواد التدريسية. بصورةٍ خاصةٍ، تؤمّن هذه النظرية إرشاداتٍ مبنية على التجربة تساعد مصممي التدريس في إنقاص الحِمل الإدراكي الخارجي خلال التعلّم، وبالتالي إعادة تركيز انتباه المتعلم على المواد المتوافقة ما يؤدّي إلى زيادة الحِمل الإدراكي التوافقي (المرتبط بالمخطط). تفرّق هذه النظرية بين ثلاثة أنماطٍ للحِمل الإدراكي: حِمل إدراكي داخلي وحِمل إدراكي خارجي وحِمل إدراكي متوافق.

### داخلي
الحِمل الإدراكي الداخلي هو الدرجة المتأصّلة من الصعوبة المتعلقة بموضوع تعليمي معين. اُستخدم هذا المصطلح لأول مرة في أوائل تسعينيات القرن العشرين من قبل تشاندلر وسويلر. وبحسب الأخيرين، فإن للتعليم صعوبة متأصّلة. قد لا تتغير هذه الصعوبة المتأصّلة بواسطة معلمٍ. يمكن أن تُحلل العديد من المخططات إلى تحت مخططات منفصلة وتُعلّم بصورة منفصلة ليتم جمعها لاحقًا مع بعضها وتوصف كأنها كُلٌّ واحدٌ.

### خارجي
يُولّد الحِمل الإدراكي الخارجي بطريقةً تُقدّم فيها المعلومات للمتعلمين وتكون تحت سيطرة مصممي التدريس. يمكن أن يعزا هذا الحِمل إلى تصميم المواد التدريسية. نظرًا لوجود موردٍ إدراكٍ واحدٍ محدودٍ يستخدم الموارد لمعالجة الحِمل الخارجي يقلّ عدد الموارد المتاحة لمعالجة الحِمل الداخلي والحِمل المتوافق. وبالتالي عندما يكون الحِمل الداخلي و/أو الحِمل المتوافق عاليًا (مثلًا عندما نواجه مشكلة صعبة الحل) يجب أن تُصمم المواد لتقليل الحِمل الخارجي. يحدث مثالٌ على الحِمل الإدراكي الخارجي عندما يكون هناك طريقتان ممكنتان لوصف مربع للطلاب. المربع هو شكلٌ ويجب وصفه باستخدام وسيلة تصويرية. يمكن بالتأكيد للمعلم أن يصف مربعًا بوسيلة شفهيةٍ، لكن يستغرق الأمر ثانية فقط وجهدًا أقل بكثير لرؤية ما يتحدث عنه المعلم عندما يُرى المتعلم مربعًا بدلًا من وصفه له شفهيًا. في هذا المثال، تُفضّل فعالية الوسيلة البصيرة. وذلك لأنها لا تسبب فرط حِمل لدى المتعلم بمعلومات غير ضروريةٍ. هذه الحِمل الإدراكي غير الضروري يوصف بأنه خارجي.
قدّم تشاندلر وسويلر مفهوم الحِمل الإدراكي الخارجي. كُتبت هذه المقالة لتخبر عن نتائج ست تجارب أجروها لتقصي حِمل الذاكرة العاملة هذا. شمل الكثير من هذه التجارب موادًا تثبت تأثير تقسيم الانتباه. وجدا أن صيغة المواد التدريسية إما أن تُعزز أو تحد التعلّم. اقترحا أن الفروقات في الأداء كانت نظرًا للمستويات العالية من الحِمل الإدراكي المفروضة من قبل صيغة التدريس. يعبّر «الحِمل الإدراكي الخارجي» عن هذا الحِمل الإدراكي غير الضروري (المُحرَّض صنعيًا).

### متوافق
الحِمل الإدراكي المتوافق هو تحليل وتركيب وأتمتة المخططات. وُصف لأول مرةٍ من قبل سويلر وفان مارينبوير وباس عام 1998. في الوقت الذي يُعتقد فيه أن الحِمل الإدراكي الداخلي بصورةٍ عامةٍ غير قابل للتغيير (رغم وجود تقنيات يمكن أن تُطبّق للتعامل مع التعقيد عير تقسيم وترتيب المواد المعقدة)، يمكن أن يتلاعب مصممو التدريس بالحِملين الخارجي والمتوافق. يُقترح أن يحدّوا من الحِمل الخارجي ويعززوا الحِمل الداخلي.
حتى مقالة عام 1998 التي كتبها سويلر وفان مارينبوير وباس، ركزت نظرية الحِمل الإدراكي بصورةٍ أساسيةٍ على تقليل الحِمل الإدراكي الخارجي. بعد هذه المقالة، بدأ باحثو الحِمل الإدراكي يسعون خلف طرقٍ جديدةٍ لإعادة تصميم التدريس من أجل إعادة توجيه ما يدعى بالحِمل الخارجي، ليركزوا الآن على تكوين المخططات.

## القياس
طوّر فان مارينبوير وباس تركيبًا (يُدعى بفعالية الحالة النسبية) يساعد الباحثين على قياس الجهد العقلي المُدرَك الذي يعتبر مشعرًا للحِمل الإدراكي. يؤمّن هذا التركيب وسائل بسيطةً نسبيًا للمقارنة بين الحالات التدريسية. إنه يدمج تقديرات الجهد العقلي مع أهداف الأداء.
استخدم  باس وفان مارينبوير فعالية الحالة النسبية للمقارنة بين ثلاث حالاتٍ تدريسيةٍ (الأمثلة المصنوعة وإكمال المشكلات وممارسة الاستكشاف). وجدا أن المتعلمين الذين درسوا الأمثلة المصنوعة كانوا الأكثر كفاءةً يليهم أولئك الذين استخدموا إستراتيجية إكمال المشكلة. منذ هذه الدراسة، استُخدم باحثون آخرون وتراكيب أخرى لقياس الحِمل الإدراكي المرتبط بالتعلّم والتدريس.
يسعى منهج الهندسة الإنسانية للوصول إلى تعبير عصبي وظيفي كمي للحِمل الإدراكي يمكن أن يقاس باستخدام أدوات شائعة مثلًا استخدام منتَج ضربات القلب-ضغط الدم لقياس كلا الحِملين الإدراك والمهني الفيزيائي. يعتقدون أن استخدام مقاييس المنتج السابق قد يكون ممكنًا لوضع حدودٍ على حِمل العمل وتعيين الأذونات في العمل.
استجابة الحدقة المحرضة بالعمل هي أحد أشكال القياس التي تعكس الحِمل الإدراكي على الذاكرة العاملة. وُجد أن توسّع الحدقة الأكبر يرتبط بالحِمل الإدراكي العالي. يحدث تقبّض الحدقات عند وجود حِملٍ إدراكي منخفضٍ. تُبدي استجابة الحدقة المحرضة بالعمل تلازماً مباشرًا مع الذاكرة العاملة ما يجعل قياس الحِمل الإدراكي غير متعلق بالتعلّم بشكلٍ جلي.
قارن بعض الباحثين قياسات مختلفة للحِمل الإدراكي. على سبيل المثال، قارن ديلو وماير (2008) ثلاثة قياسات شائعة الاستخدام للحِمل الإدراكي ووجدا أنها استجابت بطرقٍ مختلفةٍ لكلٍ من الحِمل الخارجي والداخلي والمتوافق.
مؤشرات حركة العين واستجابة الحدقة للحِمل الإدراكي هي:
متوسط قطر الحدقة
انحراف قطر الحدقة
عدد تثبيتات النظر > 500 ميلي ثانية
سرعة حركة العين
كنع الحدقة (تشنج اختلاجي في الحدقة)